# Franziskaner (Schwäbisch Gmünd)

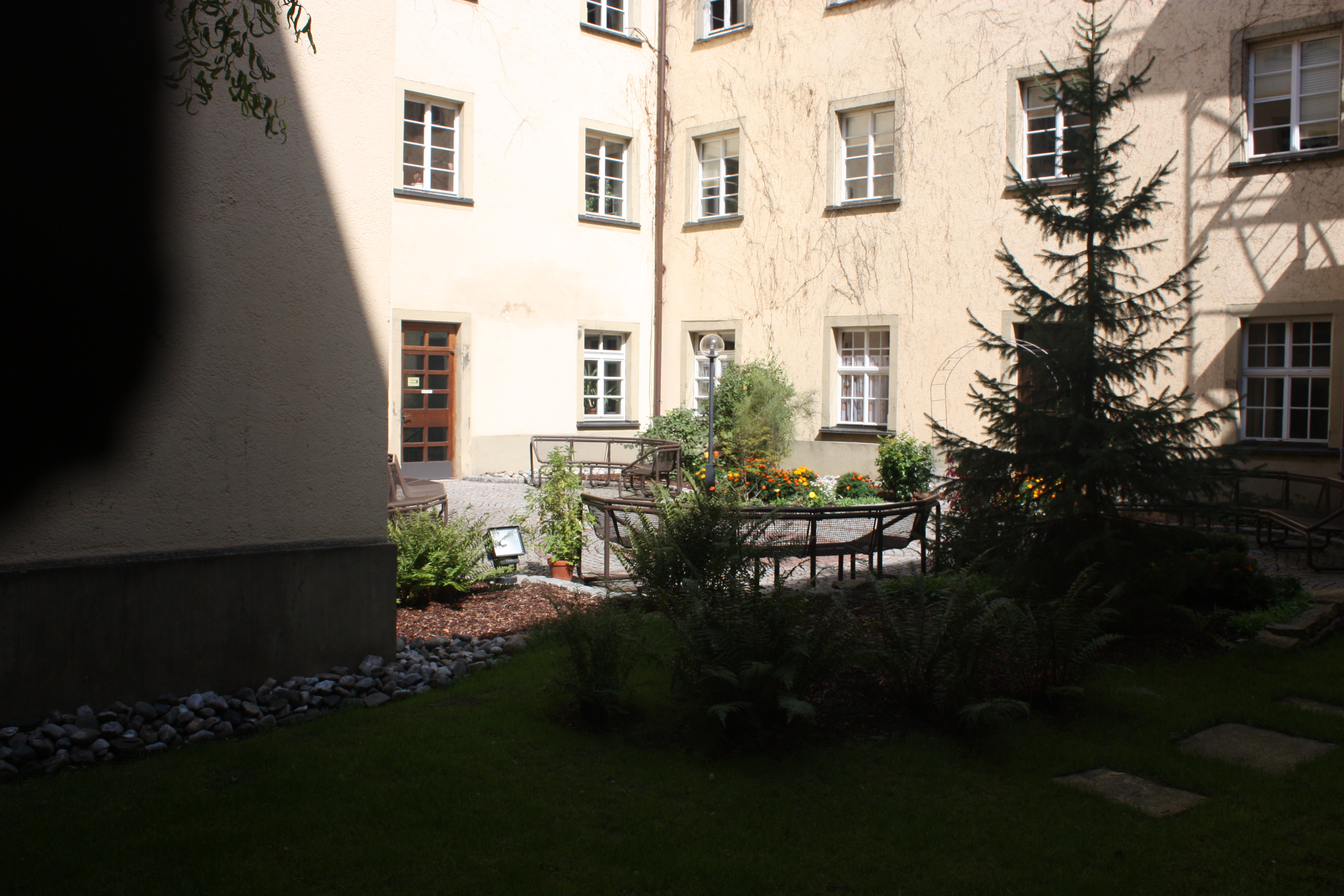
Der Innenhof des Franziskaner

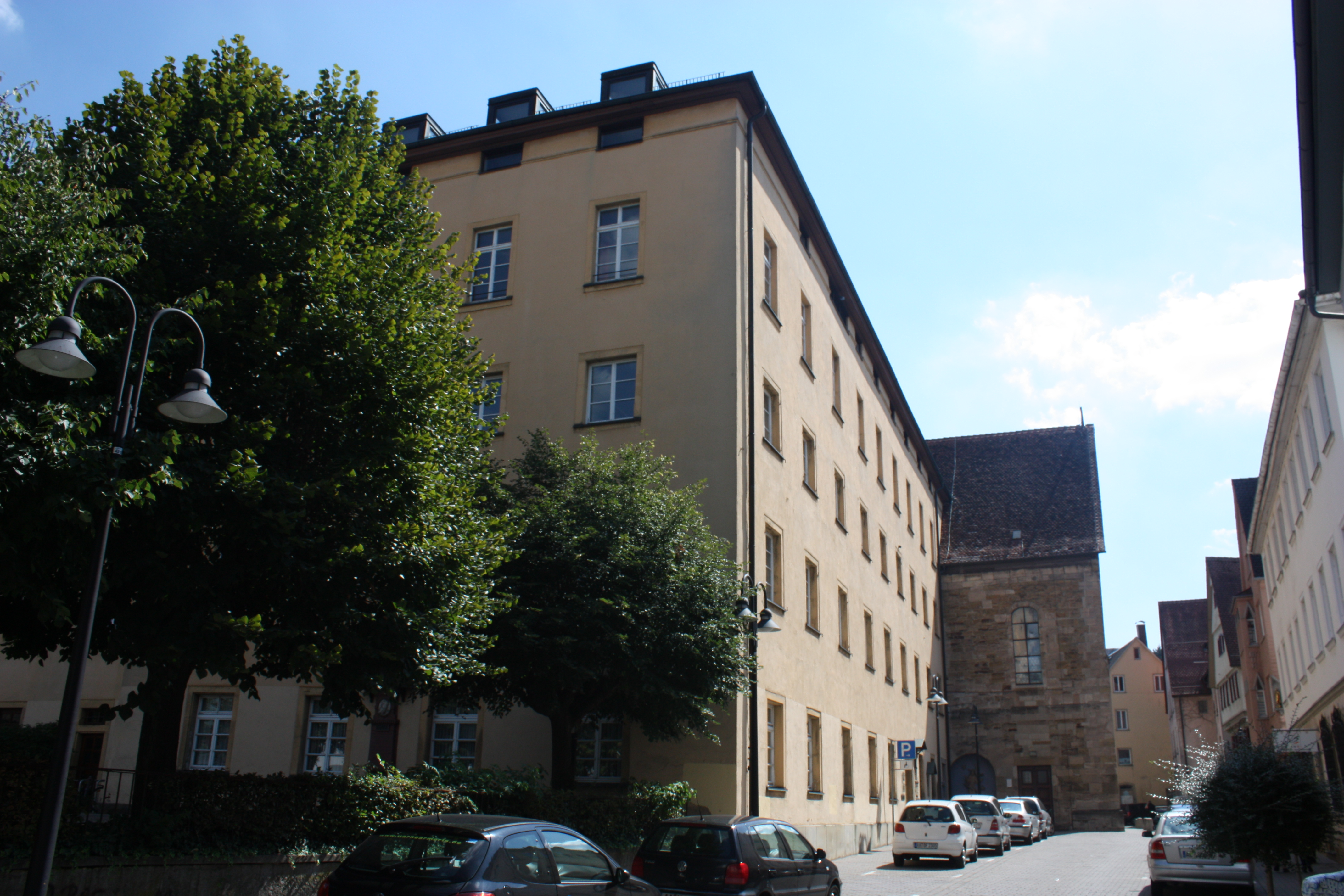
Der Franziskaner von Nordwest. Am Ende des Baus sieht man die Klosterkirche

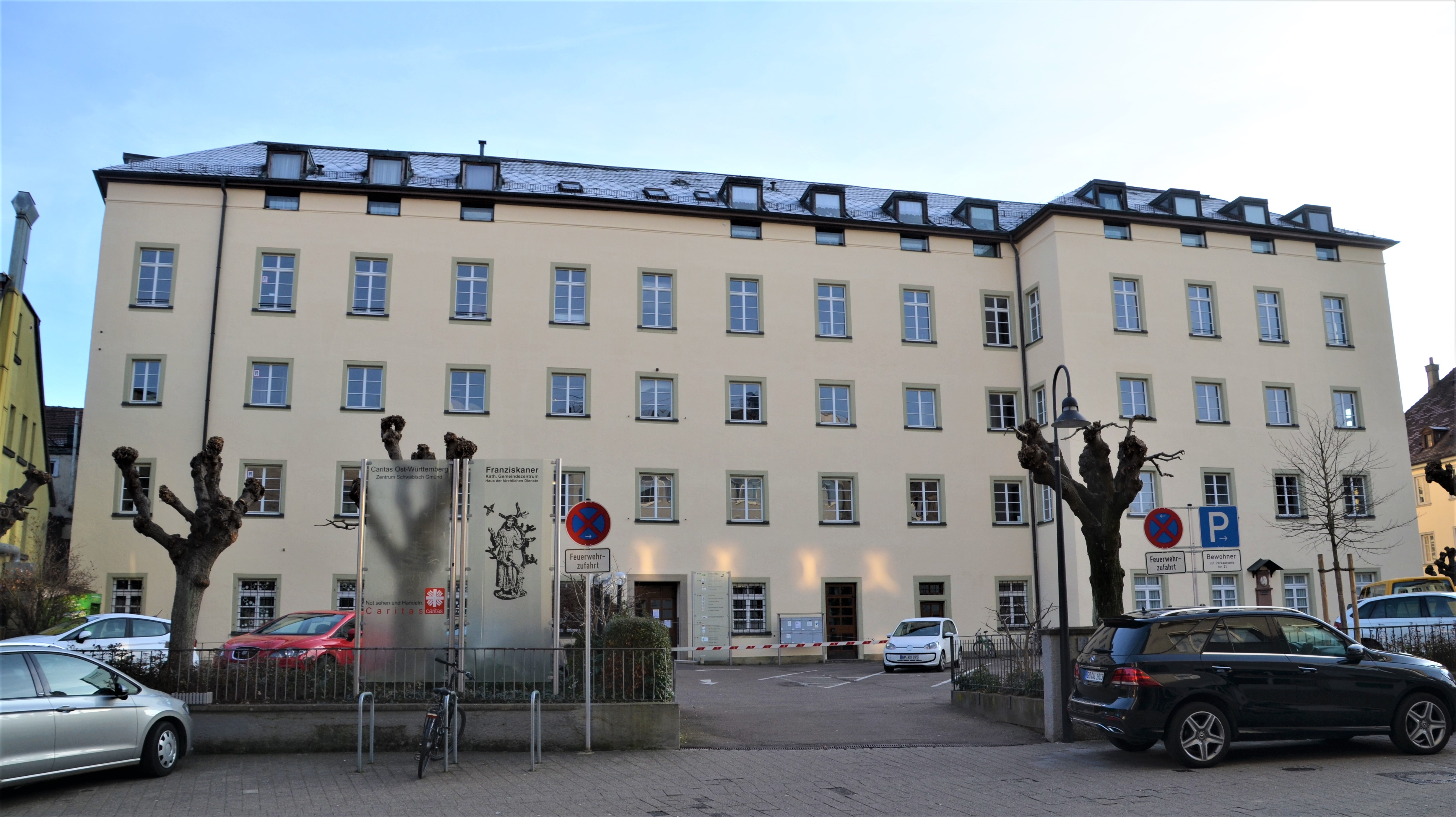
Nordansicht

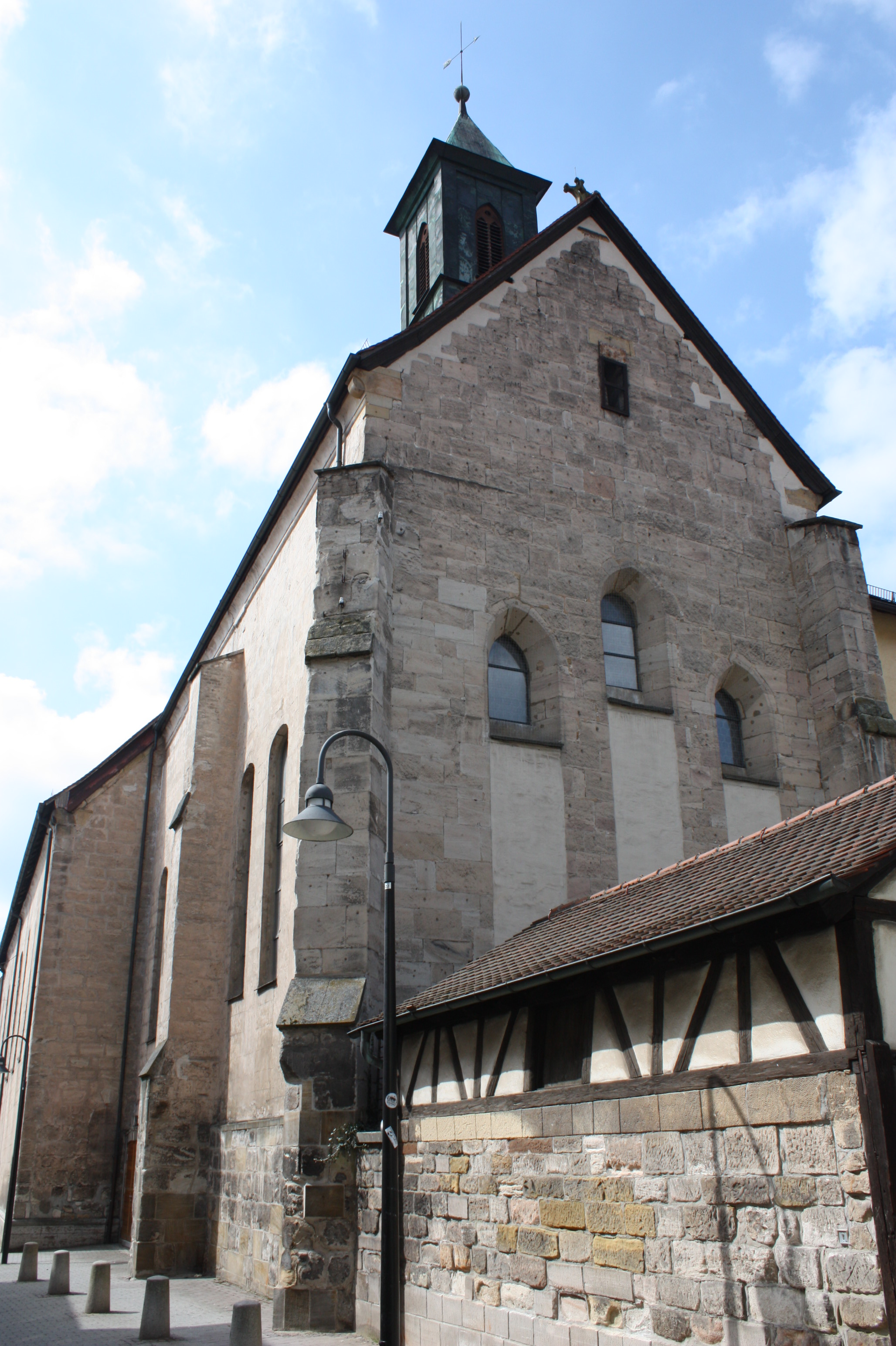
Ostfassade von St. Franziskus – gerader Chorabschluss

Der Franziskaner ist ein ehemaliges Franziskanerkloster in der Altstadt von Schwäbisch Gmünd, welches heute als katholisches Gemeinde- und Verwaltungszentrum genutzt wird.

## Geschichte

### Klosterzeit
Im 15. Jahrhundert wird die Gründung des Gmünder Franziskanerklosters auf 1208 datiert. Diese Jahreszahl entbehrt aber jeglicher schriftlicher Beweise. Der Franziskanerorden wurde erst 1210 in Italien gegründet, die ersten Brüder kamen vorübergehend 1217 und bleibend ab 1221 nach Deutschland. 1229 soll der Konvent in Ulm von Schwäbisch Gmünd aus gegründet worden sein, 2022 wurde mit dem Jubiläumsjahr 800 Jahre Franziskaner in Gmünd 1222 als Gründungsjahr angenommen.
Forschungen an der Bausubstanz der Klosterkirche zeigen, dass die Gründung des Klosters wahrscheinlich vor 1250 stattgefunden hat, auch wenn der früheste urkundliche Beweis des Klosters von 1281 stammt. Es gehörte zur Oberdeutschen (Straßburger) Ordensprovinz. Es wird davon ausgegangen, dass die 1270 bis 1274 verstorbenen und im Kloster begrabenen, Walther von Rinderbach, Burkhard Wolf und Peter Wolf zu den Gründern in der Rolle der Wohltäter gehören. Obwohl die gotischen Klostergebäude Mitte des 16. Jahrhunderts immer baufälliger wurden, kam es im 16. und 17. Jahrhundert lediglich zu Ausbesserungen und teilweise Renovierungen. Erst nach dem Brand von 1689 wurde ein Neubau erwogen. Die Pläne stießen bei der Nachbarschaft des Klosters aufgrund der Höhe des Neubaus auf Widerstand, weshalb das Kloster bei den weiteren Plänen auf ein Stockwerk verzichtete. Die Grundsteinlegung für den Neubau war dann am 19. April 1718. Der Stadtrat urteilte nach der Fertigstellung des Baus, er „nehers einer kleinen politischen Residenz als einem modesten Religiosen gebäu nach.“ 1736 wird vom Kloster eine Schule gegründet, dem späteren Gymnasium in der Schmalzgrube.
1803 kam es auch in Schwäbisch Gmünd zur Säkularisation, bei der sämtliche Klöster aufgehoben wurden. Das Franziskanerkloster mit seiner Lateinschule durfte aber, wie auch das Kapuzinerkloster, vorübergehend weiter bestehen, musste jedoch die Dominikaner aus dem Predigerkloster in Gmünd aufnehmen.

### Nach der Säkularisation
Auch wenn das Kloster nach 1803 zunächst weiterbestehen durfte, kam es in der Folgezeit auch im Franziskanerkloster zu Beschränkungen. 1805 kommt es zur Begutachtung, durch das Oberamt, ob eine Geeignetheit für ein Zucht- und Arbeitshaus bestehe, welche aber wohl negativ verlief. 1813 wurde dann die 20 Schuh hohe Klostermauer abgetragen. Die letzten Ordensmänner blieben bis 1822 im Franziskanerkloster und an der Lehranstalt.
1825 wird die Umwandlung in ein katholisches Schullehrerseminar beschlossen, die bis 1827 durchgeführt war. 1872 bis 1874 kommt es zur Vergrößerung des Seminars, in dem die Konventgebäude aufgestockt werden und im Ostflügel ein Musiksaal errichtet wird. Um die Wende vom 19. zum 20. Jahrhundert wurde das erweiterte Seminar wieder zu klein und es kam zu einem Neubau, die heutige Alte PH. Das katholische Schullehrerseminar ist einer der Vorgänger Institute der heutigen Pädagogischen Hochschule in Schwäbisch Gmünd. Nach seinem Auszug wurde das Gmünder Aufbaugymnasium im Franziskaner untergebracht.
Nach dem Auszug des Aufbaugymnasiums in einen Neubau kommt es 1971 zu einem Ideenwettbewerb, wie man den Franziskaner in ein katholisches Gemeindezentrum umwandeln kann. Dies geschah dann Schrittweise von 1974 bis 1985.

## Klosterkirche
Die gotische, barockisierte Klosterkirche mit romanischen Bauteilen war dem Heiligen Ludwig von Toulouse geweiht. Im Jahr 1908 richtet Bischof Paul Wilhelm von Keppler eine zweite katholische Innenstadtgemeinde ein und erhebt die ehemalige Klosterkirche St. Ludwig zur zweiten Stadtpfarrkirche St. Franziskus mit dem Nebenpatron St. Ludwig.

## Heutige Nutzung
Heute wird der Franziskaner auch Haus der kirchlichen Dienste genannt und beherbergt viele katholische Einrichtungen und mehrere Fest- und Veranstaltungssäle. 
Neben dem Katholischen Jugendreferat des BDKJ befindet sich im Franziskaner das Pfarramt der St. Franziskus-Gemeinde, das katholische Verwaltungszentrum für den Dekanatsbezirk Schwäbisch Gmünd, der Münsterbauverein, die Caritas Ost Württemberg, der BAD der Stiftung Haus Lindenhof, eine Psychologische Beratungsstelle für Ehe-, Familien- und Lebensberatung, der In Via Jugendgemeinschaftswerk Jugendmigrationsdienst, Kolping und das Religionspädagogische Institut sowie das Schuldekanatamt. Außerdem haben die Gemeinden der Seelsorgeeinheit Schwäbisch Gmünd-Mitte dort Räumlichkeiten.